# Anton Schlüter München
Pour les articles homonymes, voir Schlüter et ASM.

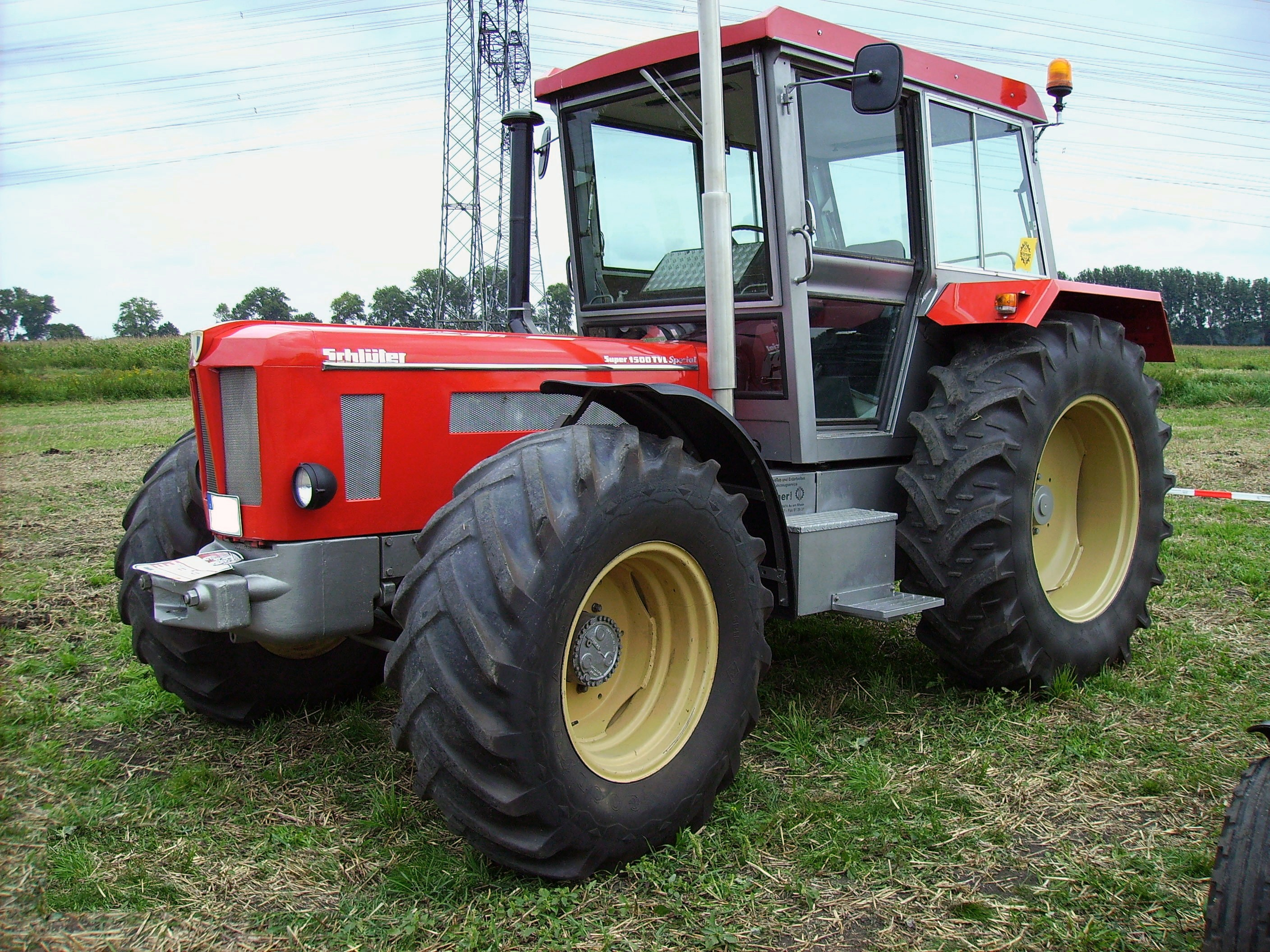
Un Schlüter Super 1500

Anton Schlüter München (ASM) est un constructeur de matériels agricoles, et notamment de tracteurs allemand fondé en 1898.
La gamme Euro Trac est la dernière production du groupe avant sa cessation d'activité en 1995.